# Hate Me Now
Hate Me Now (englisch für „Hass mich jetzt“) ist ein Lied des US-amerikanischen Rappers Nas, das er zusammen mit dem Rapper Puff Daddy aufnahm. Der Song wurde am 6. April 1999 als zweite Single aus seinem dritten Studioalbum I Am … veröffentlicht.

## Inhalt
Hate Me Now wird von Nas aus der Perspektive des lyrischen Ichs gerappt, wobei er sich an all seine Kritiker und Feinde richtet, die ihm seinen Reichtum und Erfolg nicht gönnen. So rappt er über seine musikalischen Fähigkeiten, die ihm Ruhm, aber auch Neid eingebracht haben. Viele wollten ihn fallen sehen, doch er sei immer noch an der Spitze der Rapszene, date Models und erhalte Platin-Schallplatten. Er verdiene weiter viel Geld mit Rap und habe auch einigen Freunden zum Aufstieg verholfen, doch sei es ein schmaler Grat zwischen Verbündeten und Verrätern, die ihn betrügen wollten. Puff Daddy rappt im Refrain, dass seine Feinde ihn ruhig hassen können und er sich von ihnen nicht aufhalten lasse.

“You can hate me now (I won’t stop)

But I won’t stop now (I can’t stop)

’Cause I can’t stop now (Now) (You can hate me)

You can hate me now (Do it now) (I hate you too)”

## Produktion
Das Lied wurde von den US-amerikanischen Musikproduzenten Pretty Boy, D-Moet, Poke und Tone produziert, wobei die beiden Ersteren neben Nas auch als Autoren fungierten. Charakteristisch für die Musik sind Geigenklänge, die aus einem Sample des Stücks O Fortuna der Kantate Carmina Burana des deutschen Komponisten Carl Orff aus den Jahren 1935/36 stammen.

## Musikvideo
Bei dem zu Hate Me Now gedrehten Musikvideo führte Hype Williams Regie. Es verzeichnet auf YouTube über 51 Millionen Aufrufe (Stand: April 2024). Zu Beginn wird Nas auf dem Kreuzweg wie Jesus Christus gezeigt, wobei er ein großes Holzkreuz auf dem Rücken trägt und dabei von einer umstehenden Menschenmenge beschimpft und beworfen wird. Anschließend sind Nas und Puff Daddy in der Gegenwart zu sehen, die den Song in einer nächtlichen Stadt auf einem Vordach rappen, vor dem eine Menschenmenge tanzt. Sie betreten einen Nachtclub, in dem leichtbekleidete Frauen tanzen und wo ihnen das Publikum beim Auftritt zujubelt. Gegen Ende wechselt die Handlung wieder in die anfängliche Umgebung und Nas hängt mit freiem Oberkörper und einer Dornenkrone am Holzkreuz, während ihn eine aufgebrachte Menschenmenge beschimpft. Das Video führte zu einer Kontroverse, da ursprünglich auch eine Kreuzigungsszene von Puff Daddy enthalten war, die dieser entfernen lassen wollte, doch bei der Premiere am 15. April 1999 gezeigt wurde.

## Single

### Covergestaltung
Das Singlecover zeigt Nas, der flecktarnfarbene Kleidung trägt und den Betrachter mit ernstem Blick ansieht. Oben im Bild befinden sich die Schriftzüge Nas und Hate Me Now in Schwarz. Der Hintergrund ist weiß gehalten.

### Titellisten
Single
1. Hate Me Now (feat. Puff Daddy) – 4:43
2. Blaze a 50 – 2:49

Maxi
1. Hate Me Now (feat. Puff Daddy) – 4:43
2. Blaze a 50 – 2:49
3. If I Ruled the World (Imagine That) – 4:44
4. Street Dreams – 4:41

### Chartplatzierungen
Hate Me Now stieg am 28. Juni 1999 auf Platz 28 in die deutschen Singlecharts ein und erreichte zwei Wochen später mit Rang elf die höchste Position. Insgesamt hielt sich der Song zwölf Wochen lang in den Top 100. Weitere Chartplatzierungen gelangen unter anderem im Vereinigten Königreich, in der Schweiz, Österreich, Schweden und den Vereinigten Staaten. In den deutschen Single-Jahrescharts 1999 belegte das Lied Rang 99.
| ChartsChartplatzierungen       | Höchstplatzierung | Wochen |
| ------------------------------ | ----------------- | ------ |
| Deutschland (GfK)              | 11 (12 Wo.)       | 12     |
| Österreich (Ö3)                | 32 (7 Wo.)        | 7      |
| Schweiz (IFPI)                 | 30 (8 Wo.)        | 8      |
| Vereinigtes Königreich (OCC)   | 14 (8 Wo.)        | 8      |
| Vereinigte Staaten (Billboard) | 62 (8 Wo.)        | 8      |

| ChartsJahrescharts (1999) | Platzierung |
| ------------------------- | ----------- |
| Deutschland (GfK)         | 99          |